# Палајхнихански језици
Палајхнихански језици су мала породица језика која се састоји од два блиско сродна изумрла језика, којима је говорено у североисточној Калифорнији. Ова породица језика се обично сврстава у хипотетичку хоканску макро-породицу језика и у оквиру ње у шастанско-палајхниханску грану.

## Класификација
Палајхнихански језици:
1. Ацугевски (†)
2. Ачумавски (†) (ачомавски или питриверскоиндијански језик)